# 月はグリーンチーズでできている

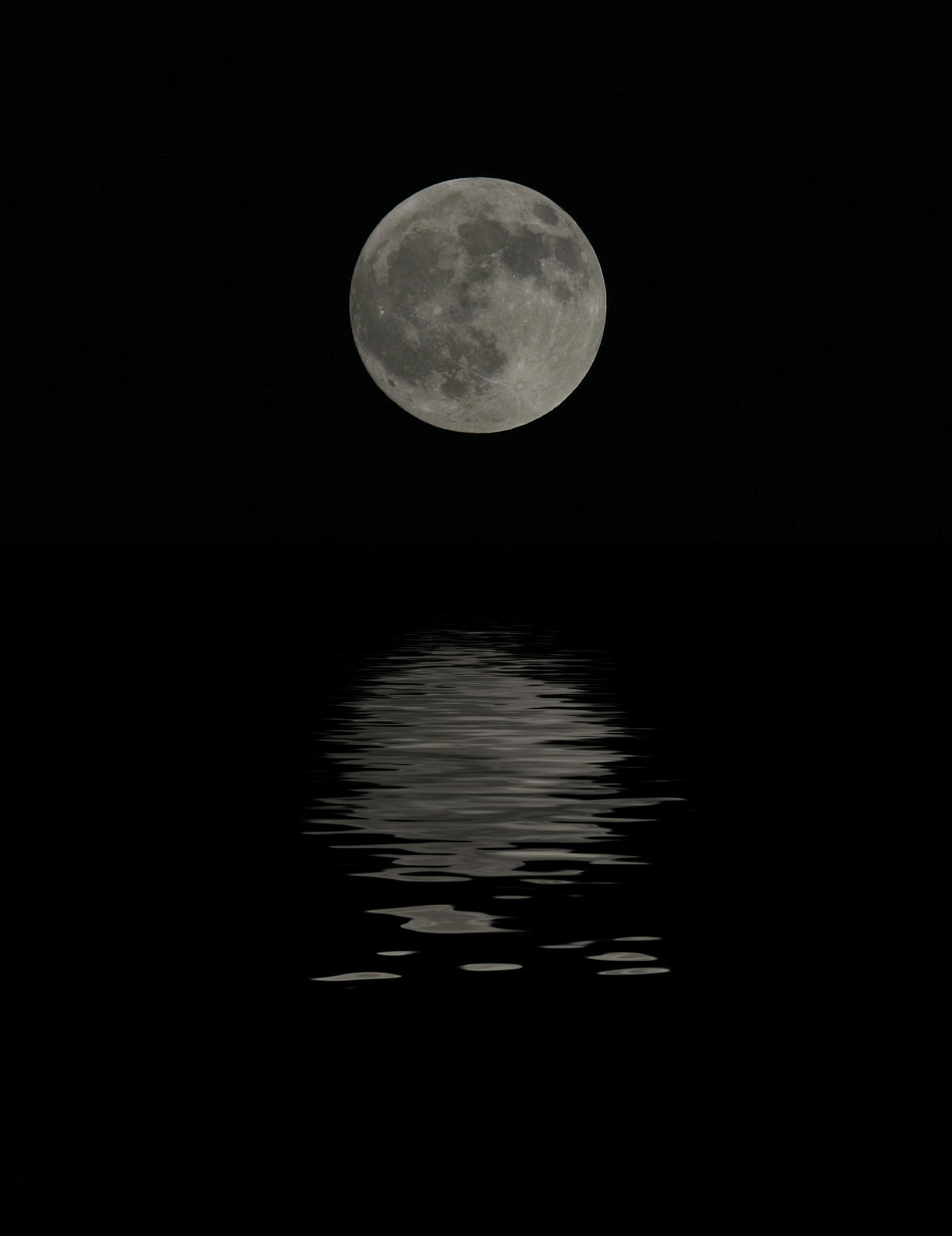
水面での月の反射。寓話では、これを丸い白いチーズと間違えた単純な話である。

月はグリーンチーズでできている（つきはグリーンチーズでできている、英: The Moon is made of green cheese）は、欧米のことわざである。偽りをたとえた言葉であり、偽りを信じるものを嘲笑う意味や、単なる冗談として用いられる。

## 概要
「グリーンチーズ」のグリーンは緑色を指しているのではなく、新鮮で新しく、熟成前という意味とされる。つまり、このことわざは「月は熟成前のチーズでできている」という意味である。

## 寓話
さまざまな国の比較神話学には、月の反射を見て丸いチーズと間違える人に関する一連の物語がある。
キツネがオオカミに水面で反射した月がチーズであると信じさせ、オオカミが水を飲み干してチーズを手に入れようとして破裂するというスラヴ神話。
水面で反射した月を追いかけるために骨を落とすハイエナのズールー族の物語。
月明かりの夜に農民がロバに水をやるというオック語文学の物語。雲が月を覆い隠し、農民はロバが月を飲んだと思って、獣を殺して月を取り戻す。
ナスレッディン・ホジャが月が井戸に落ちたと思って、それを引き出すためのロープとチェーンを手に入れた。彼が努力する中でロープが切れ、彼は墜落したが、空に月が見えるのを見て、月が安全であるとアッラーを賛美するトルコ民話。
水面に反射した月を取るために尻尾を使って釣りをするオカミのスコットランドの物語。

— G. H. McKnight

### オオカミとキツネの物語タイプ
この民俗モチーフの最古の記録は中世盛期のフランスの文献である。
キツネはかつてオオカミを巧妙に騙し、オオカミが安息日の準備をするユダヤ人にまぎれこみ、ユダヤ人の祝祭を分かち合うように誘導した。オオカミが祝祭の真っ只中に現れたとき、ユダヤ人は棒でオオカミに襲いかかり、オオカミを殴った。そこで、オオカミはキツネを殺そうと決心して戻ってきた。しかし、キツネは訴えた。「あなたが殴打されたのは私のせいではないが、彼らはかつて彼らの宴会の準備を手伝い、そしてすべての選択のビットを消費したあなたの父に恨みを持っている。」「それでは、私は父によってなされた間違いで殴られたのか?」憤慨したオオカミは叫んだ。「はい、」キツネは答えた。「父親は酸っぱいブドウを食べた、そして子供たちの歯は緑に置かれている。しかし、」彼は続けた。「私と一緒に来てください、そして私はあなたに豊富な食物を提供します。」彼は彼を井戸に導き、その両端にバケツが取り付けられたロープを吊るした梁があった。キツネは上のバケツに入り、下のバケツが引き上げられている間に井戸に降りました。「どこに行くの?」オオカミは尋ねた。チーズのような月の反射を指して、キツネは答えた。「ここにたくさんの肉とチーズがある。もう一方のバケツに入って、すぐに降りてください。」オオカミはそうしました、そして、彼が降りると、キツネは引き上げられた。「そして、どうやって抜け出すの?」オオカミは尋ねた。「ああ」とキツネは言った。「おろかな者が代わりにやって来た時、義人は問題から解放される。それは書かれていない。ただバランス、重み?」

— ラシ

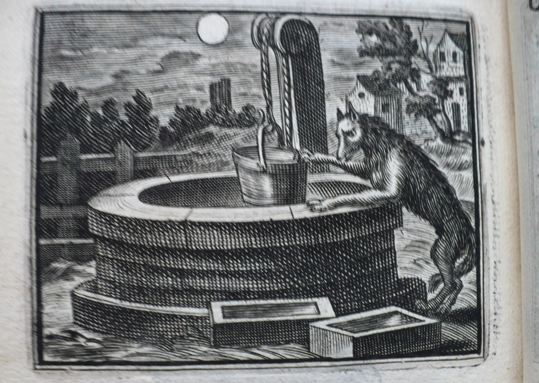
オオカミは月の反射に誘惑される。
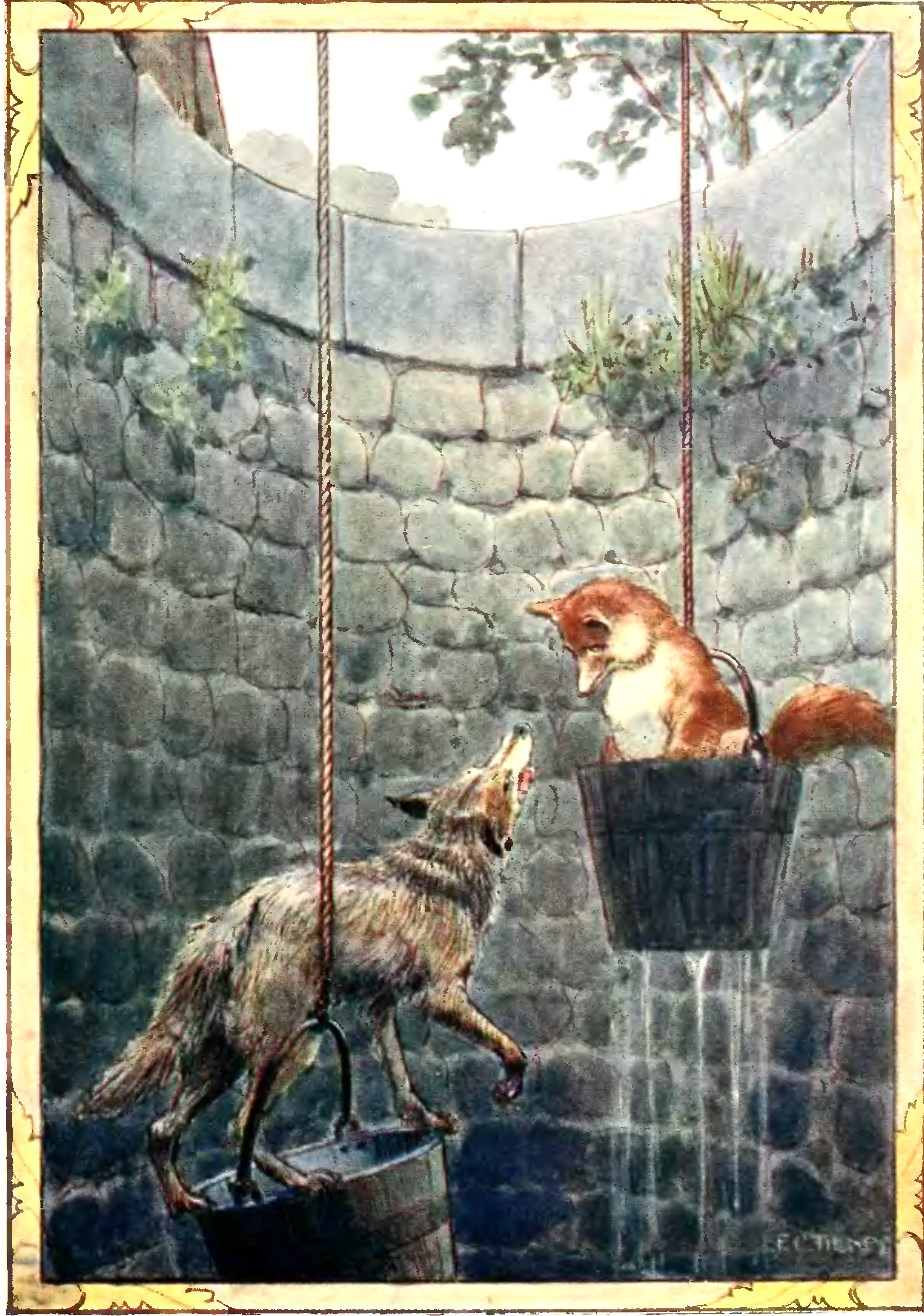
オオカミは彼のより大きな体重によって降下した[6]。

最初の文学的な参照としてのラシは、フランスの民間伝承の有名な獣の寓話の伝統、またはユダヤ人の民間伝承のよりあいまいなそのような伝統を反映している可能性がある。
この形態の側面の1つは、月の反射がチーズと間違えられる、アールネ・トンプソンのタイプ・インデックスの「反射によるチーズのために水に飛び込むオオカミ」（タイプ34）としてグループ化されている。

## 由来
1546年にジョン・ヘイウッドが著した「俚諺集」の中にある「月はグリーン・チーズで出来ている」という一節が、文献的に最古のものであるとされている。
ただし当時の人々は、実際に月がチーズだと信じていなかったとされる。このことわざは16世紀と17世紀の英文学で最も人気のあることわざの1つであり、その後も使用された。初期の頃は冗談を表すために使われていたが、過去数世紀には多くの人が実際にこのことを信じて考えた。「もしも月がチーズだったならば」という惑星物理学・食品化学的な試算をした人もいる。

## 子供の民俗学
米国の心理学者スタンレー・ホールによる1902年の子供の伝承の調査では、ほとんどの幼児は月の組成に確信が持てなかったが、月がチーズでできていることが最も一般的な説明であることがわかった。
月の組成に関する調査では、平均5歳の18人の子供がそれがチーズでできていると思ったことを示している。
それ以前、そしてそれ以来、月が実際にチーズでできているという考えは、天文学をテーマにした子供たちの大衆文化の多く（月のクレーターのランダムパターンの解釈を参照）、およびそれへの大人の言及においてユーモラスなうぬぼれとして現れた。

## 認識論
科学ジャーナリズムの会議で理論物理学者のショーン・M・キャロルは、「月のサンプルを採取して、月はチーズで作られていないことを知る」必要はない理由を説明した。彼は、月は緑のチーズでできているという仮説は不条理であると述べ、宇宙に関する私たちの知識に反しており、「これは証明ではなく、月が緑のチーズでできていないという論理や数学のステートメントを証明できるような形而上学的な証拠は無い。しかし、それにもかかわらず、科学は、主張が私たちの理論的理解の残りの部分にどれだけうまく適合しているかに基づいて、主張に関する判断を下す。」と述べた。この議論の余地のない議論にもかかわらず、月の石の調和的な特徴、つまり衝撃波、地震波が伝わる速度は地球上のどの岩よりもチーズに近いと言われている。
Dennis Lindleyはベイズ確率におけるクロムウェルの法則の必要性を説明するために神話を使用した。「言い換えれば、意思決定者が何かが真実ではないと考え、この確率がゼロであると解釈した場合、彼はデータの影響を受けることは無い。 それは確かにばかげている。したがって、月がグリーンチーズでできている可能性は少し残してください。100万分の1程度の小さな確率だが、そうしないと、前述のチーズのサンプルを持って戻ってくる宇宙飛行士の軍隊が去ってしまうため、そこに置いてください。あなたは動かなかった。」

## その他
NASAは、2006年4月1日のエイプリルフールにこのことわざをパロディした声明を発表した。